# Rathaus Wismar

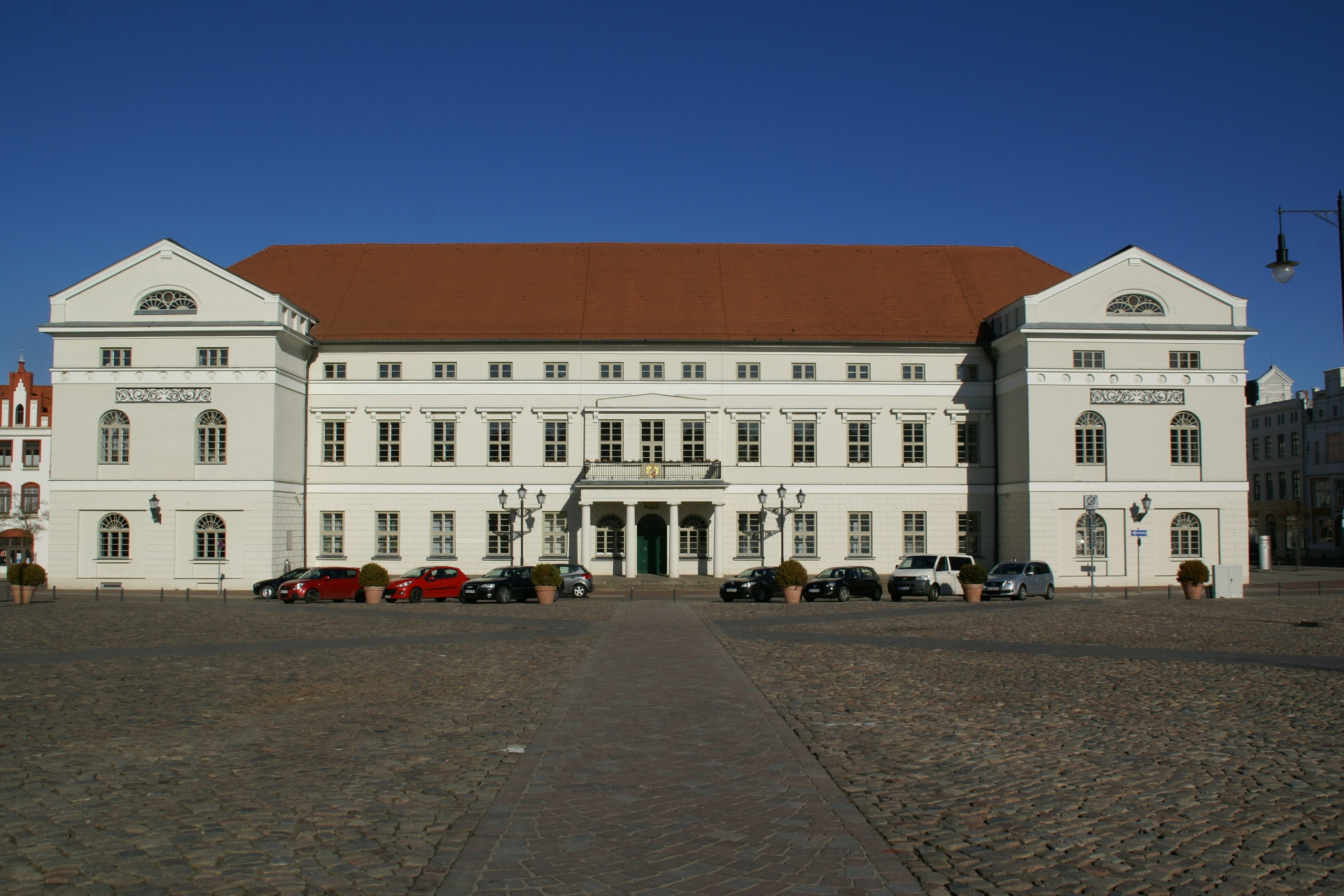
Das klassizistische Wismarer Rathaus am Marktplatz (2012).

Das Rathaus der Hansestadt Wismar ist ein klassizistischer Bau, der von 1817 bis 1819 am Marktplatz  errichtet wurde.

## Barca-Bau
Das Wismarer Rathaus geht wie auch weitere klassizistische Rathausbauten in Mecklenburg-Schwerin auf die Planung und den Entwurf des Hofbaumeisters Johann Georg Barca zurück und wurde von 1817 bis 1819 errichtet. Im Zweiten Weltkrieg wurde der Ostflügel schwer beschädigt. Nach dem Zweiten Weltkrieg wurden die Schäden beseitigt und die schwer wirkende Fassade im Sinne der Systemarchitektur des Sozialistischen Klassizismus geringfügig überarbeitet und geglättet. Inzwischen wurden beispielsweise die Reliefbänder der Außengiebel wiederhergestellt und wie ursprünglich abgesetzt. Der Neubau enthält im westlichen Teil noch ältere Gewölbe und Mauerwerkreste des Vorgängerhauses aus der zweiten Hälfte des 14. Jahrhunderts.
Der große Audienzsaal des Rathauses sollte zunächst von dem Wismarer Maler Carl Düberg († 1849) ausgemalt werden, was dieser jedoch nicht mehr schaffte. Die Dekoration des Saales erfolgte dann laut Schlie durch Michaelsen.

## Vorgeschichte
Das älteste Rathaus der Stadt brannte 1351 ab. Der Vorgang ist insofern urkundlich belegt, als das alle bis dahin urkundlich verbrieften Privilegien der Stadt mit verbrannten. König Magnus von Schweden und Herzog Albrecht zu Mecklenburg bestätigten daraufhin aufgrund der ihnen vorliegenden Abschriften der Urkunden diese Privilegien (Urkundenersetzung). Das zweite Rathaus interpretierte Schlie anhand alter Stadtansichten als einen vermutlich zweigeschossigen Bau längs des Marktes, „bei dem der Schwerpunkt architektonischer Kunst … in die Giebel verlegt gewesen sein muß“. Die Schaufassade zum Markt war wie beim Lübecker Rathaus aus schwarz glasiertem Ziegel hergestellt. Die Halle im Erdgeschoss des Rathauses bestand aus zwölf Kreuzgewölben in Doppelreihe. Im Keller sind urkundlich das neue Gelag (1458) und die Rose (1465) nachgewiesen. Der Ratsweinkeller von Wismar war bereits 1266 mit der Weinspende Herzog Heinrich des Pilgers erwähnt worden, die 20 Kirchen des Landes Ilow bedachte, Bekanntheit.

## Galerie

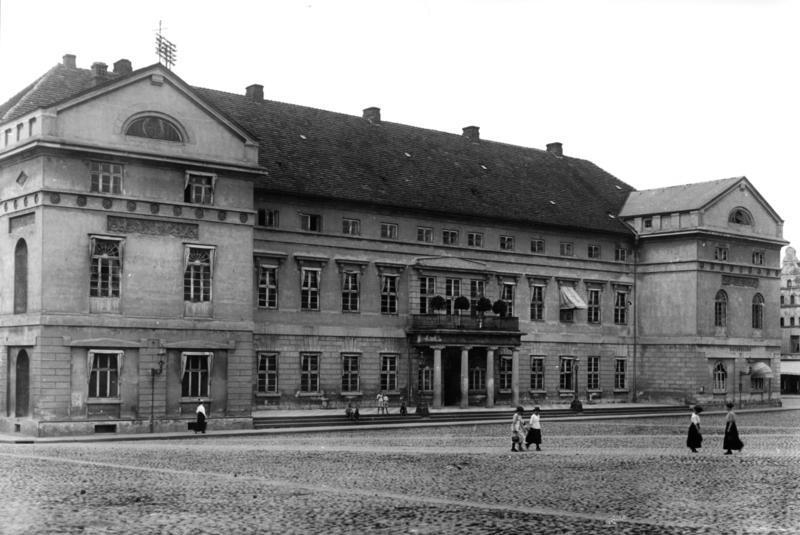
Rathaus Wismar (1930)
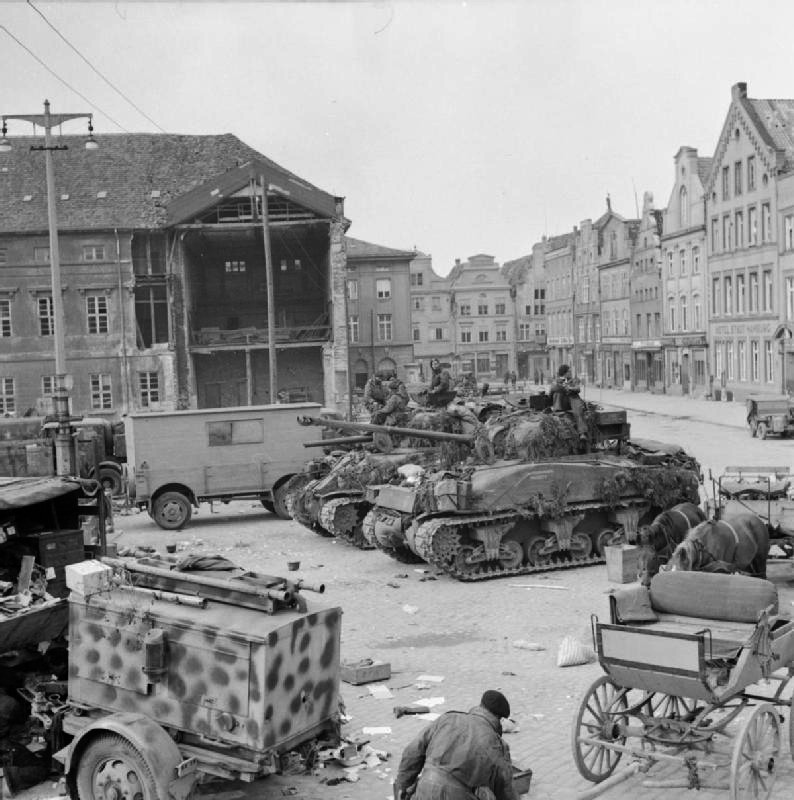
Britische Sherman-Panzer am 4. Mai 1945 auf dem Marktplatz. Im Hintergrund der durch Bomben schwer beschädigte Ostflügel des Rathauses
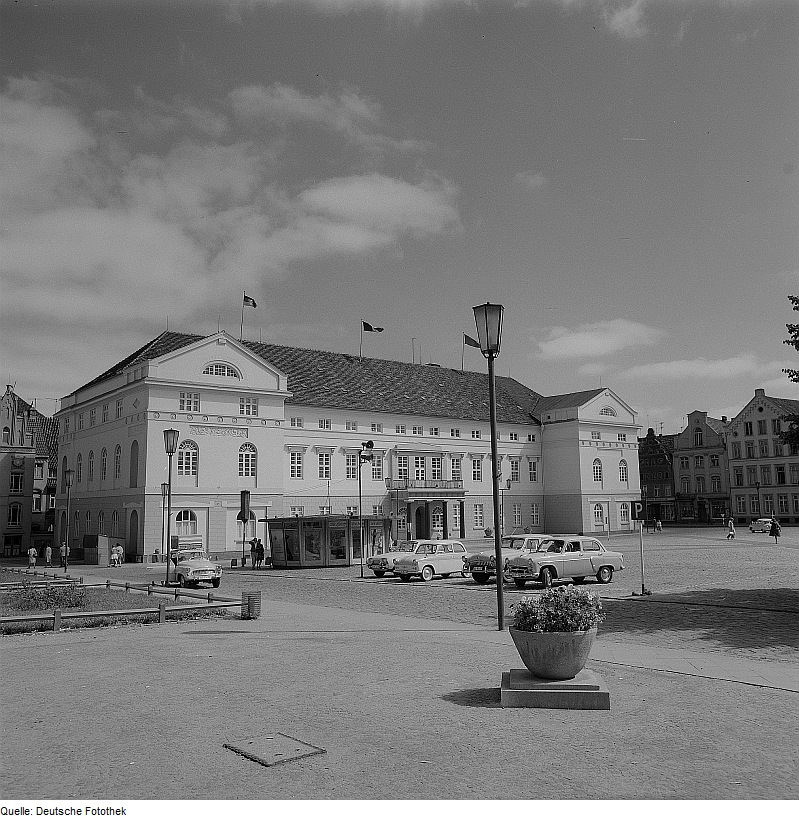
Das im Sinne des Sozialistischen Klassizismus umgestaltete Erscheinungsbild des Rathauses (vor 1977)
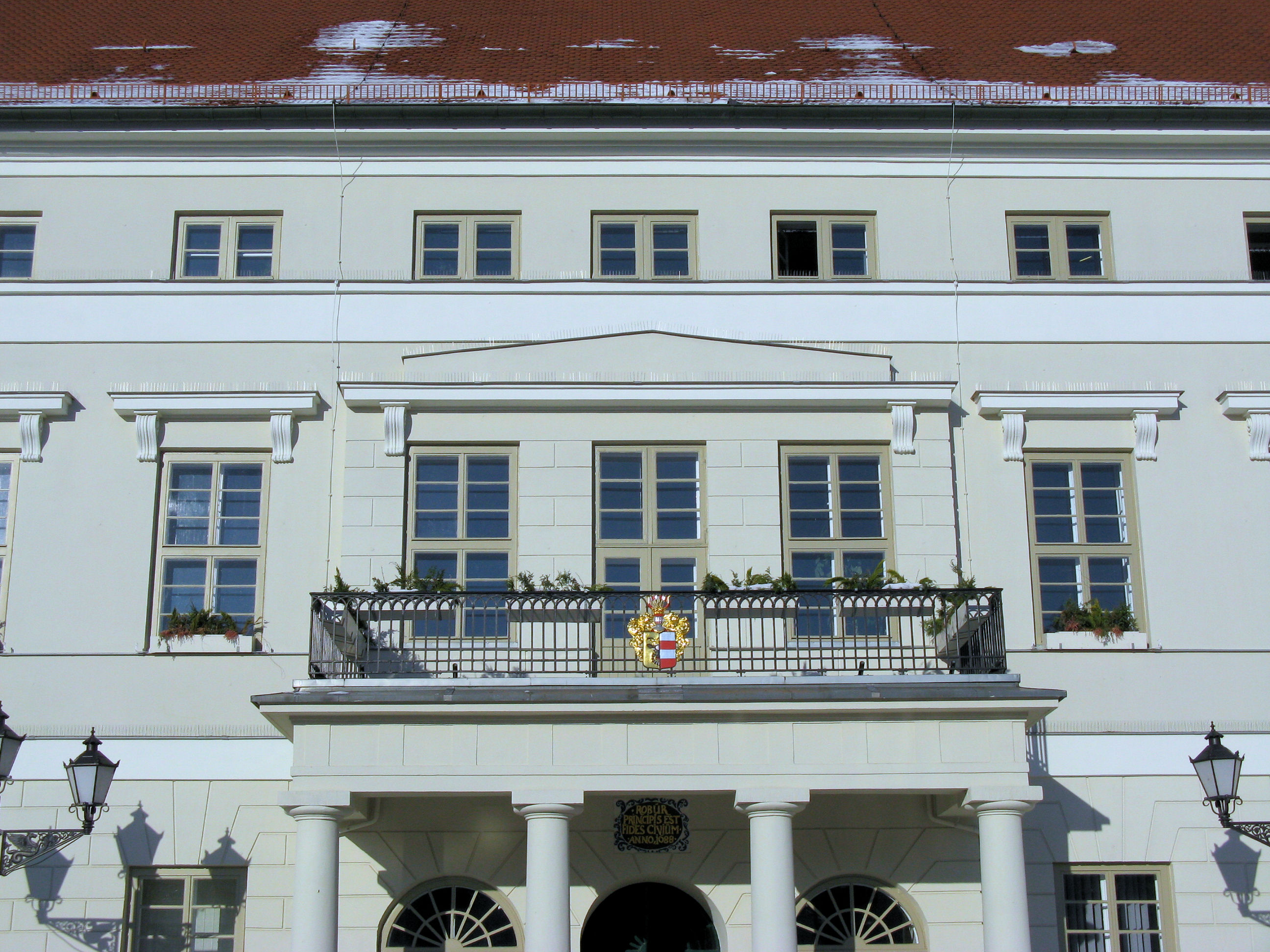
Rathausbalkon mit historischem großen Stadtwappen nach der Schwedenzeit
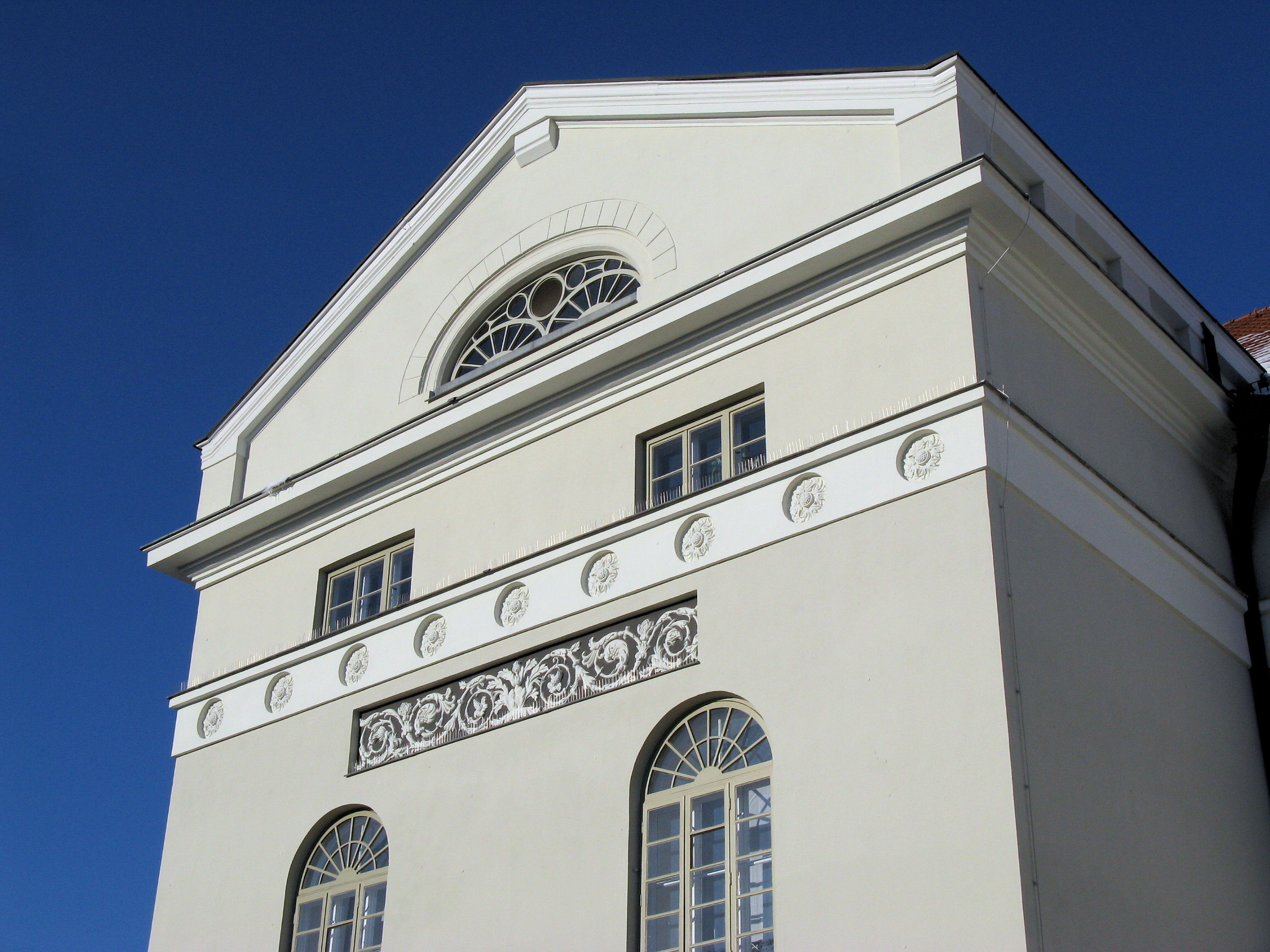
Linker Rathausgiebel zum Markt